# Merel Eyckerman
Merel Eyckerman (Turnhout, 9 september 1981) is een Vlaams illustrator.

## Leven
Merel Eyckerman is geboren in Turnhout, waar ze naar de tekenacademie gaat. Ze begint in de middelbare school in de richting wiskunde en talen maar schakelt nadien over naar een kunstrichting. In Hasselt studeert ze af als meester illustratief ontwerpen. Ze gaat met een uitwisselingsproject naar Finland en tekent in Egypte en Turkije archeologische vondsten. Ze woont in Bevel met haar man, illustrator Benjamin Leroy, en zoontje.

## Werk
In 2004 illustreert Merel Eyckerman de kartonboekjes Konijn en zus willen de grootste zijn en Konijn en Zus maken ruzie van Brigitte Minne. In 2005 verschijnt het eerste prentenboek met haar illustraties: Welterusten, Fietje, met tekst van Nils Smit. Sindsdien illustreert ze onder meer prentenboeken (Iedereen prinses), poëzie (Waar ik ben) en boeken voor eerste lezers (Op kamp in de tuin). Met haar werk wil Merel Eyckerman de dingen die ze opmerkt en die haar aanspreken vangen en delen. Haar illustraties moeten een eenheid vormen met de tekst – soms gebeurt dat door dingen toe te voegen, soms door zaken weg te laten. Haar werk is sfeervol en kenmerkt zich door een elegantie en grote precisie. Haar illustraties zijn heel herkenbaar zijn, maar bevatten ook bijzondere details en subtiele grapjes.
Naast (prenten)boeken illustreren, illustreert ze voor tijdschriften, educatieve uitgaven en kranten, en maakt ze wetenschappelijke illustraties voor archeologisch onderzoek. Haar boeken zijn vertaald in onder meer het Frans, Hongaars en Koreaans.